# Kate Beaton
Kathryn Moira Beaton, dite Kate Beaton (né le 8 septembre 1983 en Nouvelle-Écosse) est une auteure de bande dessinée canadienne.

## Biographie
Kate Beaton grandit en Nouvelle Ecosse. Elle fait des études d'histoire et d'anthropologie, puis part à 21 ans travailler dans une exploitation de sable bitumeux dans l'Alberta pendant deux ans, dans le but de rembourser son prêt étudiant. Les hommes sont 50 fois plus nombreux que les femmes dans ce métier, et elle subit un harcèlement quasi constant. Elle raconte cette expérience marquante et traumatisante dans Environnement toxique,.
Pendant cette même période, elle dessine beaucoup, et commence à alimenter un blog.
Elle fait partie du studio Pizza Island, aux côtés des dessinateurs Sarah Glidden, Lisa Hanawalt, Domitille Collardey, Karen Sneider, Julia Wertz et Meredith Gran.

## Publications en français
- Diantre ! Un manant, Cambourakis, 2013, traduction de Judith Strauser
- La Princesse et le Poney, Cambourakis, 2015
- Le Roi Bébé, Cambourakis, 2016
- Environnement toxique, Casterman, 2023

## Prix et récompenses
- 2008 : Prix Doug Wright du meilleur jeune talent pour History Comics
- 2009 : Prix Kimberly Yale pour Diantre ! Un manant
- 2010 : Prix Lulu de l'année pour Diantre ! Un manant
- 2011 : Prix Harvey de la meilleure bande dessinée en ligne pour Diantre ! Un manant
- 2011 : Prix Ignatz de la meilleure bande dessinée en ligne pour Diantre ! Un manant
- 2012 : Prix Harvey du meilleur auteur, de la meilleure bande dessinée en ligne et prix spécial de l'humour pour Diantre ! Un manant
- 2012 : Prix Ignatz du meilleur recueil pour Diantre ! Un manant
- 2012 : Prix Doug Wright du meilleur livre pour Diantre ! Un manant
- 2016 : Prix Eisner de la meilleure publication humoristique pour Step Aside, Pops: A Hark! A Vagrant Collection
- 2016 : Prix Ignatz du meilleur recueil pour Step Aside, Pops: A Hark! A Vagrant Collection
- 2023 : Prix Eisner du meilleur mémoire graphique et du meilleur auteur pour Environnement toxique[7]
- 2023 : Prix Dough-Wright du meilleure livre pour Environnement toxique
- 2023 : Prix Ignatz du meilleur roman graphique pour Environnement toxique[8]